# Moenkhausia simulata
Moenkhausia simulata är en fiskart som först beskrevs av Eigenmann 1924.  Moenkhausia simulata ingår i släktet Moenkhausia och familjen Characidae. Inga underarter finns listade i Catalogue of Life.